# Крапивное (Шебекинский район)
Крапивное — село в Шебекинском районе Белгородской области России, входит в состав Чураевского сельского поселения.
Находится в 5 км от центра Шебекино. Через Крапивное протекает река Корень, приток реки Нежеголь.

## История
Крапивное появилось на месте разорённого татаро-монголами городища. Село упоминается в дозорной книге 1616 года и писцовых книгах за 1626 и 1640 годы.
В XVIII веке деревню Крапивную населяли однодворцы, часть окрестных земель принадлежала графине Е. С. Гендриковой и поручице Е. И. Масловой.

### Крапивенское городище
Близ села Крапивное находится уникальный археологический памятник, сохранивший следы нескольких культур — от скифской до древнерусской.

## Население
| 2002 | 2007 | 2010 |
| ---- | ---- | ---- |
| 688  | ↘654 | ↗684 |

### Известные жители
- Мария Ивановна Лимарева (1928—2016) — звеньевая колхоза имени Ленина, Герой Социалистического Труда (1965).
- Иван Антонович Махонин (1913—1987) — бригадир колхоза имени Ленина Шебекинского района, Герой Социалистического Труда (1971).
- Линник Марья Федоровна (род. 5 ноября 1921 года в с. Бочково Харьковской области) — Заслуженный учитель школы РФ. В 1958—1987 гг. работала учителем начальных классов Крапивенской восьмилетней школы. По ее инициативе были созданы школьный краеведческий музей и отряд красных следопытов «Наследники», по инициативе которого в 1970 году в центре села был установлен памятник воинам-освободителям.
- Александр Николаевич Сергиенко (род. 1971) — глава администрации Старооскольского городского округа.